# OCBC Centre
OCBC Centre — небоскрёб в Сингапуре. Штаб-квартира банка OCBC. Высота 52-этажного дома составляет 197,7 м. Строительство было начато в 1975 и завершено 27 ноября 1976 года. На момент завершения строительства был самым высоким зданием страны и всей Юго-Восточной Азии. Проект дома был разработан Бэй Юймином вместе с уже существующей компанией BEP Akitek (Pte) Singapore.

## Архитектура
Небоскреб был задуман как символ прочности и стабильности. Его структура состоит из двух полукруглых железобетонных центральных частей, а также трёх боковых частей, которые с целью экономии времени собирались на земле, а затем встраивались в нужное место. Каждая часть состоит из этажей, которые на 6 метров выступают за основу дома с передачей нагрузки на балки, которые закреплены на конце каждой части и соединены с центральной частью. Дом был прозван «калькулятором» из-за своей плоской формы и окон, выглядящих как кнопки.

## Галерея

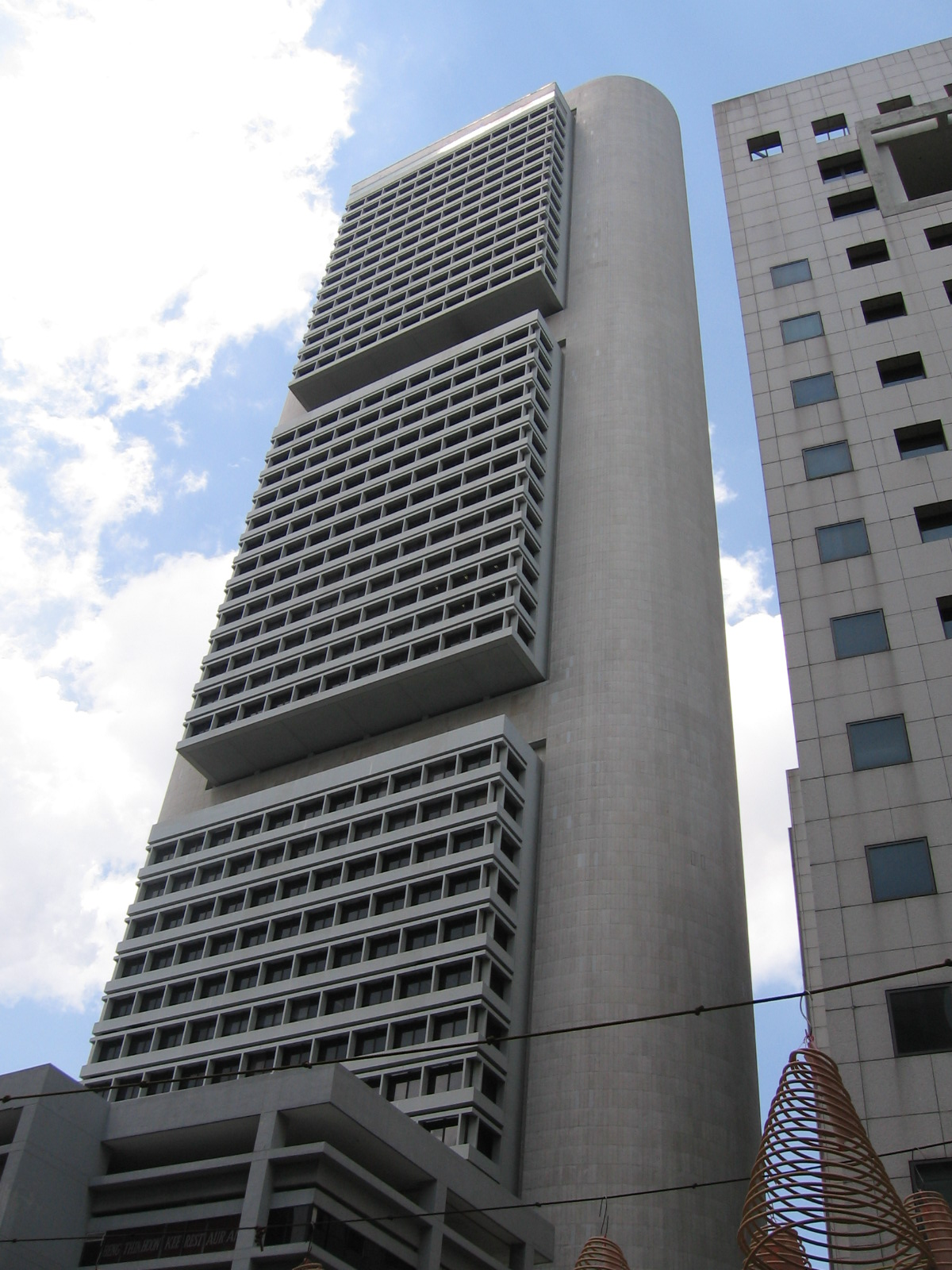
Вид снизу
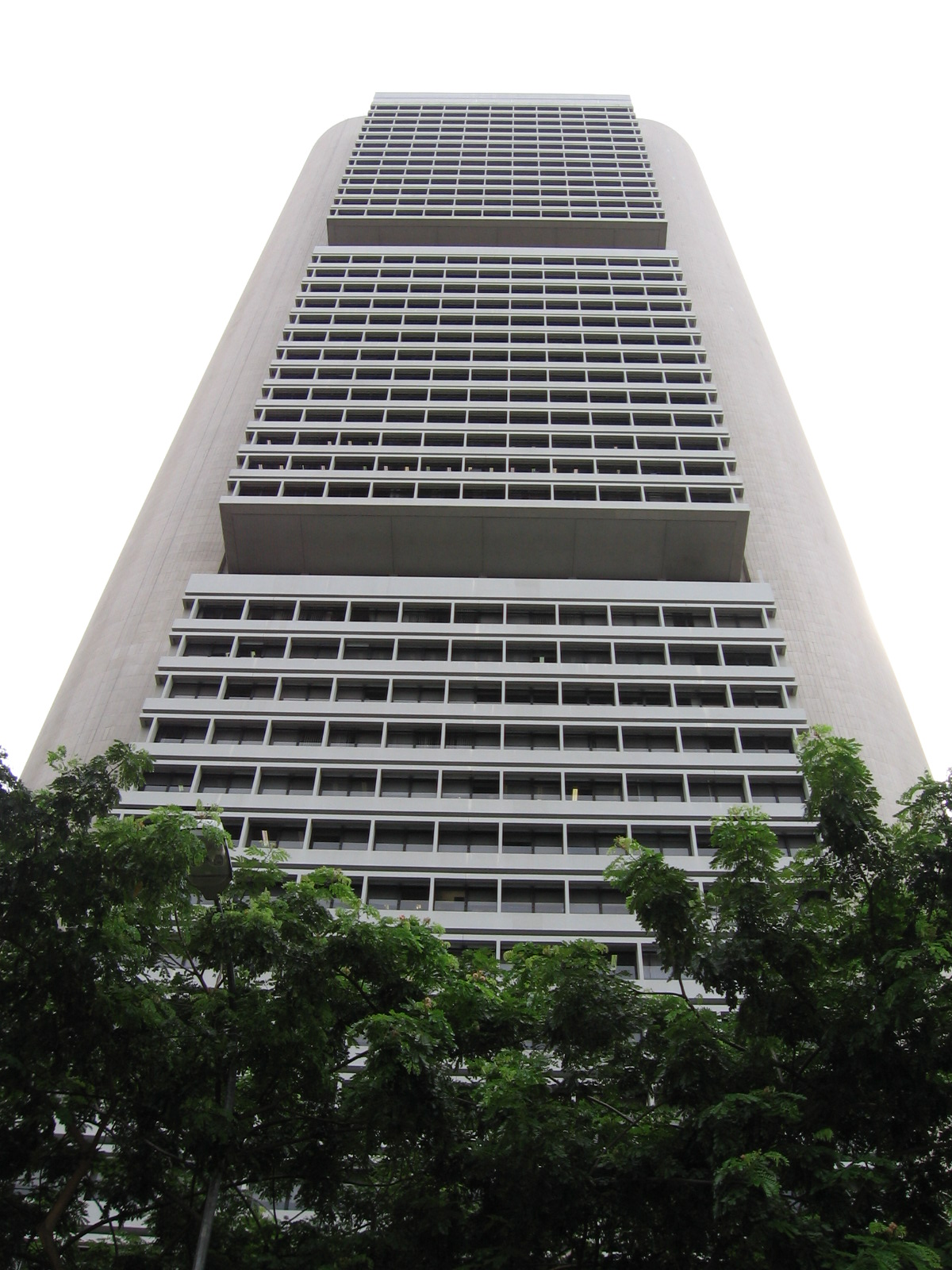
Вид снизу
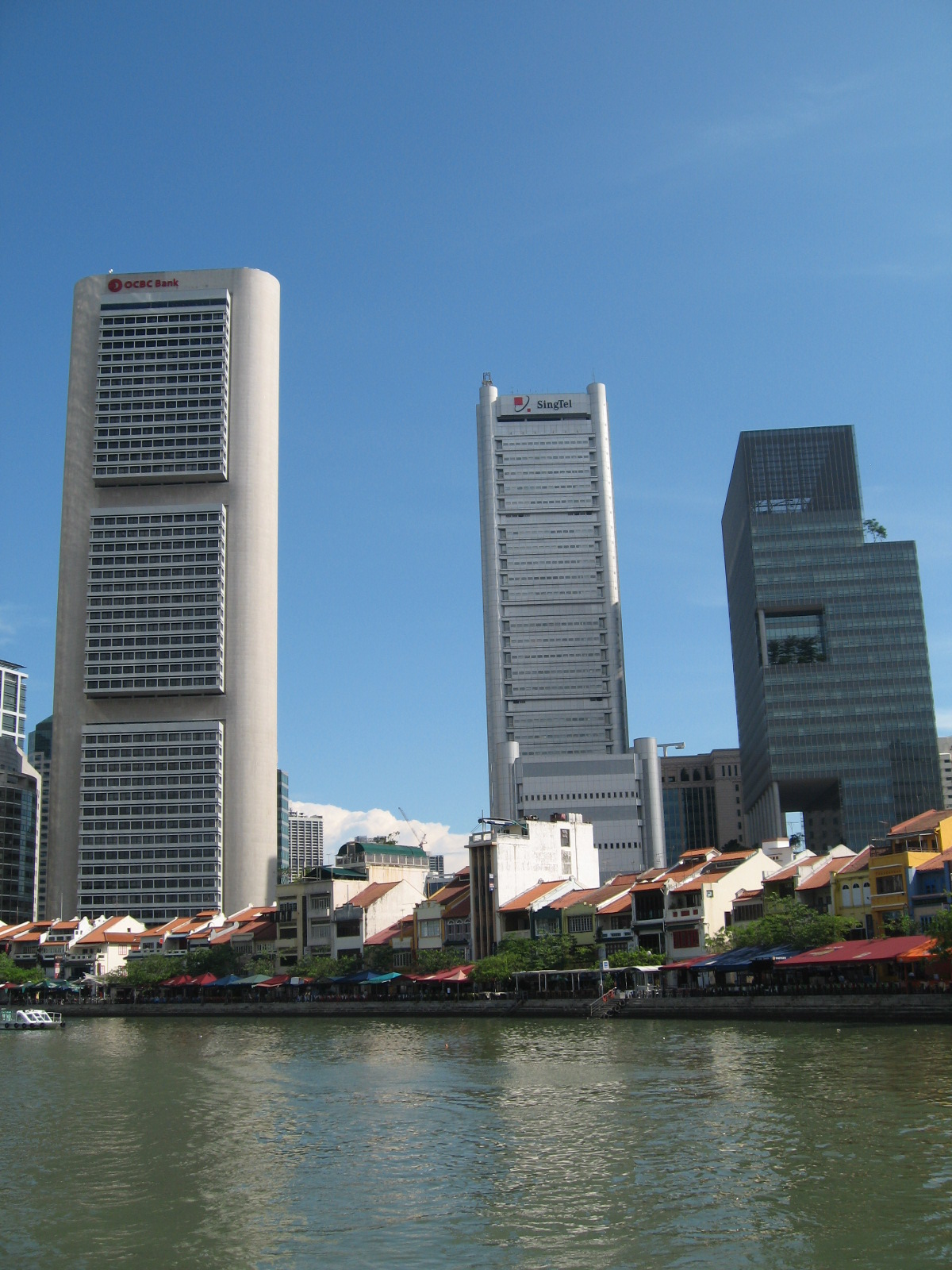
Вид с другого берега реки Сингапур